# Giro Donne 2006
Il Giro Donne 2006, diciassettesima edizione della corsa, si svolse in nove tappe più un cronoprologo iniziale dal 30 giugno al 9 luglio 2006. Fu vinto dalla lituana Edita Pučinskaitė, in forza al team Nobili Rubinetterie-Menikini-Cogeas, che completò gli 894,2 km del percorso in 22h36'25". Seconda fu la svizzera Nicole Brändli, terza la svedese Susanne Ljungskog. L'atleta che si impose nel maggior numero di tappe fu la russa Ol'ga Sljusareva (4).

## Le tappe
| Tappa  | Data      | Percorso                                | km    | Vincitore di tappa | Leader cl. generale |
| ------ | --------- | --------------------------------------- | ----- | ------------------ | ------------------- |
| Prol.  | 30 giugno | Formello (Cron. individuale)            | 5,2   | Nicole Brändli     | Nicole Brändli      |
| 1ª     | 1º luglio | Formello > Formello                     | 115   | Regina Schleicher  | Nicole Brändli      |
| 2ª     | 2 luglio  | San Martino al Cimino > Marsciano       | 130   | Ol'ga Sljusareva   | Nicole Brändli      |
| 3ª     | 3 luglio  | Orvieto > Arezzo                        | 130   | Ol'ga Sljusareva   | Ol'ga Sljusareva    |
| 4ª     | 4 luglio  | Pescia > Pescia                         | 92    | Marta Vilajosana   | Ol'ga Sljusareva    |
| 5ª     | 5 luglio  | Serravalle Scrivia > Novi Ligure        | 73    | Ol'ga Sljusareva   | Ol'ga Sljusareva    |
| 6ª     | 6 luglio  | Santuario di Vicoforte > Mondovì        | 100   | Susanne Ljungskog  | Nicole Brändli      |
| 7ª     | 7 luglio  | Cuneo > Fossano                         | 90    | Oenone Wood        | Nicole Brändli      |
| 8ª     | 8 luglio  | Abbiategrasso > Abbiategrasso           | 88    | Regina Schleicher  | Nicole Brändli      |
| 9ª     | 9 luglio  | Erba > Magreglio (Madonna del Ghisallo) | 71    | Edita Pučinskaitė  | Edita Pučinskaitė   |
| Totale | Totale    | Totale                                  | 894,2 |                    |                     |

## Squadre e corridori partecipanti
Parteciparono alla competizione 17 squadre, 15 formazioni UCI Women's e due rappresentative nazionali. In totale erano 134 le atlete iscritte.
| N.    | Cod. | Squadra                           |
| ----- | ---- | --------------------------------- |
| 1-8   | NUR  | Equipe Nürnberger Versicherung    |
| 11-18 | BFL  | Buitenpoort-Flexpoint Team        |
| 21-28 | BCT  | Bigla Cycling Team                |
| 31-38 | NMC  | Nobili Rubinett.-Menikini-Cogeas  |
| 41-48 | FEN  | Colnago-Fenixs                    |
| 51-58 | FRW  | Team FRW                          |
| 61-68 | ALI  | Team Bianchi-Aliverti-Kookai      |
| 71-78 | SAF  | Safi-Pasta Zara-Manhattan         |
| 81-88 | TOG  | Top Girls Fassa Bortolo-Raxy Line |

| N.      | Cod. | Squadra                         |
| ------- | ---- | ------------------------------- |
| 91-98   | BPD  | Bizkaia-Panda Software-Durango  |
| 101-108 | SEM  | Saccarelli-Emu-Marsciano        |
| 111-118 | VLL  | Vlaanderen-Caprisonne-T Interim |
| 121-128 | USC  | Chirio-Forno d'Asolo            |
| 131-138 | MIC  | Michela Fanini-Record-Rox       |
| 141-148 | GPC  | Giant Pro Cycling               |
| 151-158 | AUS  | Nazionale australiana           |
| 161-168 | ESP  | Nazionale spagnola              |

## Classifiche finali

### Classifica generale - Maglia rosa
| Pos. | Corridore           | Squadra | Tempo     |
| ---- | ------------------- | ------- | --------- |
| 1    | Edita Pučinskaitė   | NMC     | 22h36'25" |
| 2    | Nicole Brändli      | BCT     | a 11"     |
| 3    | Susanne Ljungskog   | FLX     | a 13"     |
| 4    | Svetlana Bubnenkova | FEN     | a 35"     |
| 5    | Ol'ga Sljusareva    | FEN     | a 39"     |
| 6    | Fabiana Luperini    | TOG     | a 53"     |
| 7    | Tatiana Guderzo     | TOG     | a 1'07"   |
| 8    | Monia Baccaille     | SEM     | a 1'34"   |
| 9    | Noemi Cantele       | BCT     | a 1'36"   |
| 10   | Eneritz Iturriaga   | TOG     | a 1'59"   |

### Classifica a punti - Maglia ciclamino
| Pos. | Corridore         | Squadra | Punti |
| ---- | ----------------- | ------- | ----- |
| 1    | Susanne Ljungskog | FLX     | 62    |
| 2    | Ol'ga Sljusareva  | FEN     | 61    |
| 3    | Nicole Brändli    | BCT     | 60    |
| 4    | Monia Baccaille   | SEM     | 55    |
| 5    | Edita Pučinskaitė | NMC     | 45    |

### Classifica Gran Premio della Montagna - Maglia verde
| Pos. | Corridore           | Squadra | Punti |
| ---- | ------------------- | ------- | ----- |
| 1    | Edita Pučinskaitė   | NMC     | 14    |
| 2    | Svetlana Bubnenkova | FEN     | 12    |
| 3    | Nicole Brändli      | BCT     | 10    |
| 4    | Fabiana Luperini    | TOG     | 8     |
| 5    | Andrea Graus        | BCT     | 7     |

### Classifica sprint - Maglia azzurra
| # | Corridore         | Squadra | Punti |
| - | ----------------- | ------- | ----- |
| 1 | Ol'ga Sljusareva  | FEN     | 36    |
| 2 | Monica Holler     | BCT     | 19    |
| 3 | Susanne Ljungskog | FLX     | 14    |
| 4 | Jenny MacPherson  | AUS     | 13    |
| 5 | Miho Oki          | NMC     | 6     |

### Classifica a squadre
| Pos. | Squadra                             | Tempo     |
| ---- | ----------------------------------- | --------- |
| 1    | Top Girls Fassa Bortolo-Raxy Line   | 67h53'09" |
| 2    | Bigla Cycling Team                  | a 1'01"   |
| 3    | Buitenpoort-Flexpoint Team          | a 1'47"   |
| 4    | Colnago-Fenixs                      | a 3'22"   |
| 5    | Nobili Rubinetterie-Menikini-Cogeas | a 4'01"   |

## Evoluzione delle classifiche
| Tappa (Vincitrice)       | Classifica generale Maglia rosa | Classifica a punti Maglia ciclamino | Classifica GPM Maglia verde | Classifica sprint Maglia azzurra | Classifica a squadre                |
| ------------------------ | ------------------------------- | ----------------------------------- | --------------------------- | -------------------------------- | ----------------------------------- |
| Prologo (Nicole Brändli) | Nicole Brändli                  | Nicole Brändli                      | Nicole Brändli              | Non assegnata                    | Bigla Cycling Team                  |
| 1ª (Regina Schleicher)   | Nicole Brändli                  | Nicole Brändli                      | Nicole Brändli              | Ol'ga Sljusareva                 | Nobili Rubinetterie-Menikini-Cogeas |
| 2ª (Ol'ga Sljusareva)    | Nicole Brändli                  | Regina Schleicher                   | Nicole Brändli              | Ol'ga Sljusareva                 | Bigla Cycling Team                  |
| 3ª (Ol'ga Sljusareva)    | Ol'ga Sljusareva                | Ol'ga Sljusareva                    | Nicole Brändli              | Ol'ga Sljusareva                 | Buitenpoort-Flexpoint Team          |
| 4ª (Marta Vilajosana)    | Ol'ga Sljusareva                | Ol'ga Sljusareva                    | Nicole Brändli              | Ol'ga Sljusareva                 | Buitenpoort-Flexpoint Team          |
| 5ª (Ol'ga Sljusareva)    | Ol'ga Sljusareva                | Ol'ga Sljusareva                    | Edita Pučinskaitė           | Ol'ga Sljusareva                 | Buitenpoort-Flexpoint Team          |
| 6ª (Susanne Ljungskog)   | Nicole Brändli                  | Ol'ga Sljusareva                    | Nicole Brändli              | Ol'ga Sljusareva                 | Buitenpoort-Flexpoint Team          |
| 7ª (Oenone Wood)         | Nicole Brändli                  | Ol'ga Sljusareva                    | Nicole Brändli              | Ol'ga Sljusareva                 | Buitenpoort-Flexpoint Team          |
| 8ª (Regina Schleicher)   | Nicole Brändli                  | Ol'ga Sljusareva                    | Nicole Brändli              | Ol'ga Sljusareva                 | Buitenpoort-Flexpoint Team          |
| 9ª (Edita Pučinskaitė)   | Edita Pučinskaitė               | Susanne Ljungskog                   | Edita Pučinskaitė           | Ol'ga Sljusareva                 | Top Girls Fassa Bortolo-Raxy Line   |
| Classifiche finali       | Edita Pučinskaitė               | Susanne Ljungskog                   | Edita Pučinskaitė           | Ol'ga Sljusareva                 | Top Girls Fassa Bortolo-Raxy Line   |